# 寸
Pour les articles homonymes, voir Cùn.

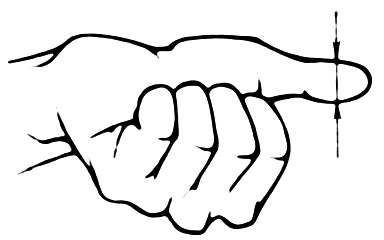
Illustration du cun en tant que largeur du pouce

Cùn est la transcription en pinyin du sinogramme 寸.
Le cun (寸; pinyin: cùn; Wade-Giles: ts'un) est une unité de longueur traditionnelle chinoise. Sa mesure traditionnelle est la largeur du pouce d'une personne à l'articulation, tandis que la largeur des deux premiers doigts correspond à 1,5 cun et la largeur de tous les doigts côte à côte donne trois cun. 
C'est dans ce sens que le cun continue d'être en usage pour cartographier les points d'acupuncture sur le corps humain de façons diverses dans la médecine traditionnelle chinoise.